# Johan Wiland
Johan Wiland (ur. 24 stycznia 1981 w Borås) – szwedzki piłkarz występujący na pozycji bramkarza. Od 2017 jest zawodnikiem Hammarby IF.

## Kariera klubowa
Wiland profesjonalną karierę rozpoczynał w klubie szwedzkiej ekstraklasy - IF Elfsborg. W jego barwach zadebiutował 3 maja 2000 w przegranym 0–1 meczu z Halmstads BK. W debiutanckim sezonie 2000 zagrał w lidze czternaście razy. Od początku następnego był już podstawowym graczem wyjściowej jedenastki Elfsborga. W sezonie 2001 wywalczył z klubem Puchar Szwecji. Po to trofeum jego klub sięgnął ponownie w 2003 roku. Na kolejny sukces czekał do 2006 roku, kiedy to został z zespołem mistrzem Szwecji. Dzięki temu w sezonie 2007/2008 jego drużyna grała w eliminacjach Ligi Mistrzów, ale została z nich wyeliminowana w trzeciej rundzie, po porażce w dwumeczu z hiszpańską Valencią. Ekipa Wilanda został jednak przesunięta do Pucharu UEFA, który zakończyli na fazie grupowej, zajmując ostatnie miejsce w swojej grupie. W 2007 roku razem z zespołem wygrał Superpuchar Szwecji. Rok później wywalczył z klubem wicemistrzostwo Szwecji. Został także wybrany Piłkarzem Roku w Szwecji. W sumie w pierwszej drużynie Elfsborga spędził dziewięć lat. W tym czasie rozegrał tam 206 spotkań.
W styczniu 2009 podpisał kontrakt z duńskim klubem FC København, a w 2015 przeszedł do Malmö FF.

## Kariera reprezentacyjna
Wiland jest reprezentantem Szwecji. W drużynie narodowej zadebiutował 18 stycznia 2007 w przegranym 1–2 towarzyskim meczu z Ekwadorem. Był uczestnikiem Mistrzostw Europy w 2008 roku. Ten turniej jego drużyna zakończył na fazie grupowej, a on sam nie rozegrał ani jednego spotkania na Euro.